# Coleophora dextrella
Coleophora dextrella é uma espécie de mariposa do gênero Coleophora pertencente à família Coleophoridae.